# Netelia infractor
Netelia (Netelia) infractor – gatunek błonkówki z rodziny gąsienicznikowatych i podrodziny Tryphoninae.

## Opis
Głowa żółta z rejonem między przyoczkami brązowym do czarnego. Czułki, potylica i odnóża rudożółte. Metasoma i śródtarczka ciemniejsze. Przednie skrzydło długości 8,7–14,3 mm. Samiec o hypopygium umiarkowanej długości, umiarkowanie wypukłym i zaokrąglonym na brzegu wierzchołkowym. Wierzchołkowa część grzbietowej krawędzi paramer słabo obrzeżona. Brace skośne, nieco zakrzywione i ku wierzchołkowi ścięte. Poduszeczka (ang. pad) umiarkowanie wydłużona wierzchołkowo i grzbietowo-nasadowo, o płacie wierzchołkowym mniejszym od grzbietowego i zaokrąglonym na brzegu.

## Biologia
Do poznanych żywicieli tego parazytoida należą Arctonia psi i Ipimorpha subtusa.

## Rozprzestrzenienie
W Europie wykazany został z Austrii, Bułgarii, Francji, Holandii, byłej Jugosławii, Ukrainy, Wielkiej Brytanii i Włoch. Ponadto znany z Japonii.